# Komunalne Przedsiębiorstwo Komunikacji Miejskiej
Komunalne Przedsiębiorstwo Komunikacji Miejskiej Sp. z o.o. (w skrócie: KPKM Białystok lub KPKM) – jeden z przewoźników świadczących usługi w zakresie pasażerskiego transportu zbiorowego w Białymstoku.

## Historia

### Geneza i struktura firmy
Spółka komunikacyjna KPKM włącznie z dwiema pozostałymi (KZK i KPK) powstała 2 września 1991 r. w wyniku decyzji Rady Miasta i ustaleń po strajku pracowników firmy MPK Białystok. Od wielu lat przedsiębiorstwo w porównaniu do innych białostockich firm przewozowych wyróżnia się posiadaniem największej liczby linii autobusowych (22), lecz od 2007 r. charakteryzuje się także posiadaniem autobusów marki MAZ. Co ciekawe, pojazdy marki MAZ 105 to jedyne modele, jakie występują w Polsce. Od 2006 r. spółka ta rozpoczęła swoją działalność pod organem BKM, dzięki któremu większość środków transportu pozostaje oznaczonych jego logo. W roku 2010 KPKM ze względu na pozytywne prowadzenie oraz rozwój firmy w Ogólnopolskim Programie Liderzy Społecznej Odpowiedzialności otrzymało tytuł Dobra Firma 2010. W maju 2024 roku po wyborach na Prezydenta miasta funkcję Prezesa przedsiębiorstwa objął Zbigniew Nikitorowicz, wcześniej zastępca Prezydenta Miasta Białystok.

### Tabor spółki
Początkowy tabor spółki stanowiły autobusy Jelcz M11 i PR110 (jednoczłonowe) oraz Ikarus 280 (tylko przegubowe). Przez przedsiębiorstwo były posiadane także używane pojazdy marki Setra i Heuliez użytkowane średnio do roku 2001. Od 1992 r. autobusy Jelcz w zależności od modelu niemal co rok przyjeżdżały do spółki w celu miejskiej eksploatacji. W roku 1995 do taboru firmy trafiły również 3 fabrycznie nowe autobusy Mercedes-Benz O405N, które nadal są eksploatowane, natomiast trzy lata później tabor został wzbogacony dzięki 6 nowym pojazdom marki Jelcz o modelu M121M, a w następnym roku także 6 pojazdami o modelu 120MM/2, jako ostatnim i oprócz tego pierwsze autobusy MAN w 1998 r. dotarły do przedsiębiorstwa aż do następnego roku powodując wycofanie pojazdów marki Setra i Heuliez. Dzięki temu lista autobusów przegubowych ze względu na ich wymianę także uległa zmianie. Łączna liczba autobusów marki MAN (w tym jednoczłonowych) wynosiła 17.
W 2004 r. dwa pojazdy przegubowe Solaris Urbino II generacji rozpoczęły kursowanie jako pierwsze tej marki w Białymstoku. Rok później na ulice miasta wyruszył niskowejściowy autobus MAN Lion’s City T oraz dwa Mercedes-Benz O345G Conecto. W 2006 i 2007 roku dostarczono autobusy MAN Lion’s City (11 sztuk) oraz MAN Lion’s City G (6 sztuk). Po ich dostawie wzbogacono tabor spółki siedmioma autobusami marki MAZ, ponadto w 2008 roku sprowadzono dwa używane autobusy Gräf & Stift. 28 lutego 2010 r. zaprezentowano przez władze miasta 48 nowych autobusów Solaris III generacji, których najwięcej (20) trafiło do KPKM. Po ich dostawie wycofano kilka autobusów miejskich Jelcz oraz ostatnie marki Ikarus. W latach 2011–2012, KPKM otrzymał 16 nowych autobusów Solaris, co pozwoliło na wycofanie z eksploatacji prawie wszystkich autobusów MAN i Mercedes dostarczonych jako używane. Dzięki temu tabor uległ modernizacji, a także nastąpił spadek średniego wieku pojazdów o kilka lat. W roku 2015 do taboru KPKM dołączyły 2 fabrycznie nowe minibusy marki Iveco, które są używane w dni robocze na liniach gminnych, a w nocy rozwożą kierowców. W 2016 roku zakupiono pierwsze Solarisy Urbino IV generacji. Dotarły do spółki pod koniec sierpnia. W październiku 2018 roku przybyły autobusy Mercedes-Benz Conecto G LF, które zastąpiły kilka autobusów MAN NG312 i MAZ 105. We wrześniu 2019 roku do KPKM przyjechało 5 nowych pojazdów Solaris Urbino 18 o numerach 379-383 oraz 2 Solaris Urbino 12 z numerami 324 i 325. Nowo dostarczone autobusy to IV generacja tego modelu po faceliftingu. Dzięki tej dostawie, wycofano z ruchu kilka autobusów MAN NG312 i ostatniego Jelcza w taborze spółki. W roku następnym (2020) taką samą sytuację spotkało też następne modele przegubowych pojazdów marki MAN zastępując je partią modeli Solaris Urbino 18 w liczbie 5 sztuk o numerach od 384 do 389, jednakże liczba autobusów typu MAN NG312 jeszcze nie została całkowicie skreślona z floty, przy czym kilka egzemplarzy tej marki jest nadal eksploatowanych w mieście. Ostatnie modele wycofano z floty w roku 2020. Zajezdnia KPKM została wzbogacona autobusami elektrycznymi marki Yutong, które dotarły tam latem roku 2023, przez co część niskopodłogowych pojazdów jednoczłonowych marki MAN została skreślona z floty przewoźnika. Produkowane w roku 2016 krótkie, używane oraz niskowejściowe pojazdy marki Solaris o modelu Urbino 8,9 LE w liczbie 5 sztuk zostały dostarczone do placu KPKM w kwietniu roku 2024, które wykorzystano do obsługi linii podmiejskich, nocnych oraz niektórych do ruchu miejskiego. Jak nazwa modelu wskazuje – one, w przeciwieństwie do wszystkich, mają długość 8,9 metrów.
W 2010 r. wszystkie autobusy napędzano paliwem typu bioester. Od następnego roku, w ramach testów, zaczęto stosować na nich gaz typu LPG. Napędzano nim dwa wybrane pojazdy, jednak efekty pracy tego gazu przyniosły negatywne skutki.
Od roku 1991 każdy z autobusów miejskich spółki jest oznaczony numerem bocznym w zakresie 800-899 (przegubowe) i 900-999 (jednoczłonowe). Autobusy zakupione po 2010 roku przez miasto w ramach funduszy unijnych posiadają numery w zakresie 300-349 (jednoczłonowe) oraz 350-399 (przegubowe).

## Tabor
W chwili obecnej trzon taboru autobusowego KPKM Białystok stanowią pojazdy marki Solaris Urbino 12 (wśród jednoczłonowych) oraz Solaris Urbino 18 (wśród przegubowych) w łącznej liczbie 60 sztuk. Ostatnio dostarczonymi pojazdami do zajezdni jest 7 sztuk pojazdów typu Solaris Urbino 8,9 LE z 2016 roku o numerze od 925 do 931, które rozpoczęły eksploatację w kwietniu (nr. 925-929) oraz maju (nr. 930-931) 2024.

### Obecny

#### Autobusy jednoczłonowe
| Typ autobusu | Typ autobusu      | Typ autobusu      | Rok produkcji | Eksploatacja od roku | Liczba | Numer boczny     |
| Marka        | Model             | Model             | Rok produkcji | Eksploatacja od roku | Liczba | Numer boczny     |
| ------------ | ----------------- | ----------------- | ------------- | -------------------- | ------ | ---------------- |
| Iveco        | Daily 70C17       | Daily 70C17       | 2015          | 2015                 | 2      | 923-924          |
| Solaris      | Urbino 12         | III generacja     | 2010-2012     | 2010                 | 23     | 300-302, 304-323 |
| Solaris      | Urbino 12         | IV generacja      | 2019          | 2019                 | 2      | 324-325          |
| Solaris      | Urbino 8,9 LE     | III generacja     | 2016          | 2024                 | 7      | 925-931          |
| Yutong       | E12               | E12               | 2023          | 2023                 | 6      | 007-012          |
| MAN          | NL273 Lion’s City | NL273 Lion’s City | 2007          | 2007                 | 2      | 914, 916         |

#### Autobusy przegubowe
| Typ autobusu  | Typ autobusu      | Typ autobusu      | Rok produkcji   | Eksploatacja od roku | Liczba | Numer boczny      |
| Marka         | Model             | Model             | Rok produkcji   | Eksploatacja od roku | Liczba | Numer boczny      |
| ------------- | ----------------- | ----------------- | --------------- | -------------------- | ------ | ----------------- |
| MAN           | NG313 Lion’s City | NG313 Lion’s City | 2006            | 2006                 | 6      | 801, 803, 805-808 |
| Mercedes-Benz | O628 Conecto G LF | O628 Conecto G LF | 2018            | 2018                 | 9      | 370-378           |
| Solaris       | Urbino 18         | III generacja     | 2010-2012       | 2010-2012            | 20     | 350-369           |
| Solaris       | Urbino 18         | IV generacja      | 2016, 2019-2020 | 2016                 | 14     | 820-823, 379-389  |

### Autobusy wycofane
| Typ autobusu  | Typ autobusu           | Rok produkcji   | Eksploatacja od roku | Rok wycofania                   | Liczba                | Numer boczny                            |
| Marka         | Model                  | Rok produkcji   | Eksploatacja od roku | Rok wycofania                   | Liczba                | Numer boczny                            |
| ------------- | ---------------------- | --------------- | -------------------- | ------------------------------- | --------------------- | --------------------------------------- |
| Gräf & Stift  | NL202                  | 1995            | 2008                 | 2012                            | 2                     | 940, 943                                |
| Heuliez       | O305                   | 1980            | 1993                 | 2006                            | 1                     | 969                                     |
| Heuliez       | O305G                  | 1979-1982       | 1992                 | 1997-2002                       | 5                     | 865-866, 874-876                        |
| Ikarus        | 280                    | 1978-1986, 1991 | 1991                 | 1996-2010                       | 61                    | 801-805, 807-829, 831-858, 860-862, 864 |
| Jelcz         | 120M                   | 1992-1996       | 1992                 | 2004-2010                       | 9                     | 950, 960-963, 967-968, 971, 979         |
| Jelcz         | 120MM/1                | 1995-1997       | 1995                 | 2004-2006, 2010                 | 8                     | 973-978, 980, 987                       |
| Jelcz         | 120MM/2                | 1998            | 1998                 | 2008, 2013, 2015, 2019          | 6                     | 988-989, 993-997                        |
| Jelcz         | M11                    | 1985-1990       | 1991                 | 1997?-2010                      | 44                    | 901-914, 916-944                        |
| Jelcz         | M121M                  | 1995-1997       | 1995                 | 2008-2010                       | 7                     | 972, 981-986                            |
| Jelcz         | PR110M                 | 1989            | 1991                 | 2005                            | 1                     | 956                                     |
| MAN           | Lion’s Coach (A13)     | 2000            | 2000                 | 2007                            | 1                     | 1000                                    |
| MAN           | EL283                  | 2005            | 2005                 | 2022                            | 1                     | 901                                     |
| MAN           | NG272                  | 1991-1992       | 2004                 | 2009-2010, 2012-2013, 2017-2018 | 15                    | 857, 859-860, 866-871, 874-879          |
| MAN           | NG282                  | 1995            | 2008                 | 2017-2018                       | 2                     | 863, 865                                |
| MAN           | NG312                  | 1995, 1999      | 1999, 2008           | 2009, 2013-2014, 2018-2020      | 17                    | 864, 880-895                            |
| MAN           | NL202                  | 1990-1993       | 2004                 | 2010-2012                       | 12                    | 944-949, 951-955, 966                   |
| MAN           | NL222                  | 1998            | 2000                 | 2013                            | 2                     | 998-999                                 |
| MAN           | NL273 Lion’s City      | 2006-2007       | 2006                 | 2023-2024                       | 9                     | 902-903, 905-910, 913                   |
| MAZ           | 103                    | 2008            | 2008-2009            | 2014-2015                       | 3                     | 918-920                                 |
| 105           | 2007-2009              | 2007            | 2018, 2022           | 4                               | 809-812               |                                         |
| Mercedes-Benz | O305G                  | 1983            | 2004                 | 2006                            | 1                     | 873                                     |
| O405          | 1991                   | 2004            | 2010, 2012           | 3                               | 957-959               |                                         |
| O405N         | 1991-1992              | 2004            | 2009-2010, 2012      | 6                               | 961, 964-965, 990-992 |                                         |
| O345G Conecto | 2005                   | 2005            | 2020                 | 2                               | 898-899               |                                         |
| Setra         | SG180                  | 1977-1978       | 1993                 | 1999-2001                       | 7                     | 867-872                                 |
| Solaris       | Urbino 18 II generacja | 2004            | 2004                 | 2019, 2022                      | 2                     | 896-897                                 |

### Statystyka
|                                       | Autobusy jednoczłonowe                                                          | Autobusy przegubowe                                                             | Razem                                                                           | Stan na    |
| ------------------------------------- | ------------------------------------------------------------------------------- | ------------------------------------------------------------------------------- | ------------------------------------------------------------------------------- | ---------- |
| Liczba typów pojazdów                 | 5                                                                               | 3                                                                               | 8                                                                               | 08.09.2024 |
| Liczba wszystkich pojazdów            | 42                                                                              | 50                                                                              | 92                                                                              | 08.09.2024 |
| Liczba usuniętych pojazdów            | 121                                                                             | 116                                                                             | 237                                                                             | 26.04.2024 |
| Udział w ogóle taboru                 | 45,65%                                                                          | 54,35%                                                                          | –                                                                               | 08.09.2024 |
| Struktura taboru (według marek)       | Solaris – 72,83% MAN – 8,70% Mercedes-Benz – 9,78% Yutong – 6,52% Iveco – 2,17% | Solaris – 72,83% MAN – 8,70% Mercedes-Benz – 9,78% Yutong – 6,52% Iveco – 2,17% | Solaris – 72,83% MAN – 8,70% Mercedes-Benz – 9,78% Yutong – 6,52% Iveco – 2,17% | 08.09.2024 |
| Udział autobusów niskopodł. we flocie | 97,83%                                                                          | 97,83%                                                                          | 97,83%                                                                          | 08.09.2024 |
| Udział pojazdów używanych             | 7,6%                                                                            | 7,6%                                                                            | 7,6%                                                                            | 08.09.2024 |
| Średni wiek pojazdów                  | 10,22 lat                                                                       | 10,22 lat                                                                       | 10,22 lat                                                                       | 08.09.2024 |